# Girolamo Pesci
Girolamo Pesci, né en 1679 à Rome et mort à Rome en 1759, est un peintre italien, dont les œuvres appartiennent au style Baroque.
Il a peint principalement des peintures religieuses, mais également quelques portraits et tableaux mythologiques.
Il a peint un retable représentant les saints Dominique, François de Paule et Léonard adorant la Sainte Trinité pour la cathédrale Saint-Pierre-Apôtre de Zagarolo.
Il a peint un San Carlo et d'autres saints pour l'église de San Filippo à San Severino Marche.
Il peignit également en 1721 un portrait de James Francis Edward Stuart, aujourd'hui à Stanford Hall, Leicestershire[réf. nécessaire].

## Liste des œuvres

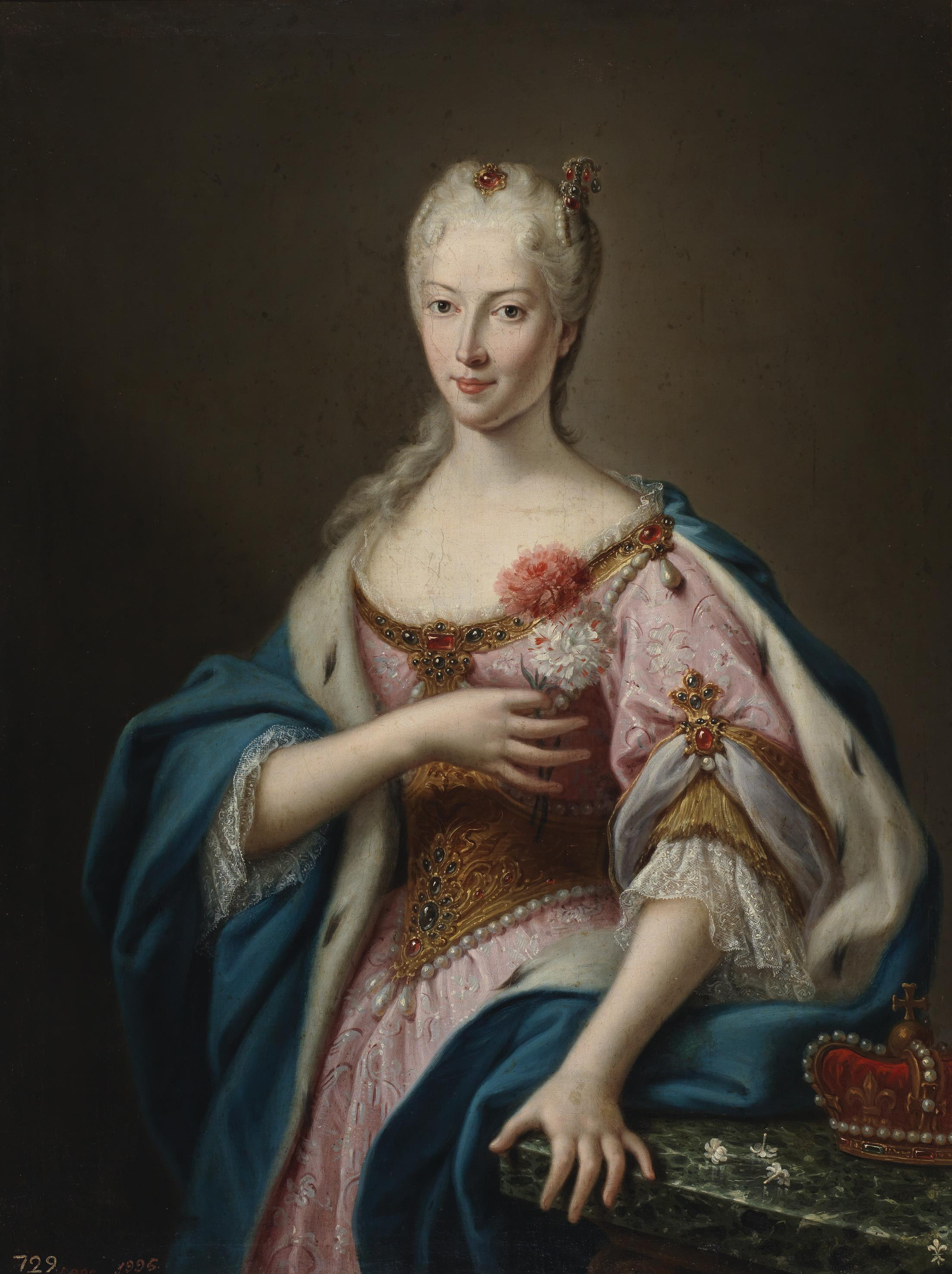
Girolamo Pesci, Clementina Sobieska (1721), musée du Prado